# Maslucán

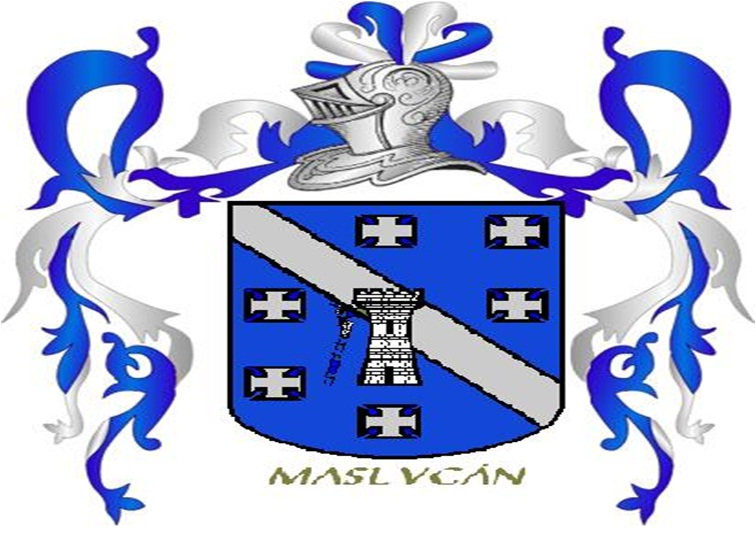
Escudo Maslucán

Maslucán es un apellido de nacimiento en alguna zona de las provincias de Bongará, Luya y Chachapoyas en el departamento de Amazonas (Perú), lugares en los cuales se registra mayor concentración de personas con este apellido. 

## Origen
Los apellidos Mas, de origen español, y Lucán, de origen irlandés, es lo más acertado considerar que su origen es el resultado de la unión de estos dos apellidos, es decir un apellido compuesto. Por lo tanto sus raíces más antiguas son comunes con las de los apellidos que lo conforman.
- Datos: Q6005442